# 박주홍 (2001년)
박주홍(朴朱紅, 2001년 4월 16일 ~ )은 KBO 리그 키움 히어로즈의 외야수, 내야수이다.

## 아마추어 시절
상당한 장타력으로 고등학교 때 주목을 받았다. 장충고 졸업 후 2020년 KBO 리그 신인 드래프트에서 1차 지명을 받아 키움 히어로즈에 입단하였다.

## 한국 프로야구 시절

### 키움 히어로즈시절
2020년 KBO 리그 신인 드래프트에서 1차 지명을 받아 입단하였다. 입단하자마자 스프링 캠프에 합류했다. 2020년 7월 13일 KIA전에 출전하며 데뷔 첫 경기를 치렀고, 경기에서 3타수 무안타를 기록했다.

## 호주 프로야구 시절
2022년에 질롱 코리아에 입단하였다.

## 출신 학교
- 덕풍초등학교 (하남시리틀)
- 건국대학교 사범대학 부속중학교
- 장충고등학교

## 통산 기록
| 연도 | 팀명  | 타율  | 경기 | 타수 | 득점 | 안타 | 2루타 | 3루타 | 홈런 | 루타 | 타점 | 도루 | 도실 | 볼넷 | 사구 | 삼진 | 병살 | 실책 |
| ---- | ----- | ----- | ---- | ---- | ---- | ---- | ----- | ----- | ---- | ---- | ---- | ---- | ---- | ---- | ---- | ---- | ---- | ---- |
| 2020 | 키움  | 0.250 | 13   | 24   | 0    | 6    | 2     | 0     | 0    | 8    | 1    | 0    | 1    | 1    | 0    | 10   | 0    | 1    |
| 2021 | 키움  | 0.106 | 23   | 47   | 4    | 5    | 2     | 0     | 0    | 7    | 3    | 1    | 1    | 9    | 0    | 21   | 1    | 0    |
| 2022 | 키움  | 0.224 | 21   | 49   | 4    | 11   | 1     | 1     | 0    | 14   | 3    | 0    | 0    | 8    | 0    | 18   | 1    | 0    |
| 2023 | 키움  | 0.122 | 27   | 49   | 5    | 6    | 0     | 1     | 0    | 8    | 2    | 1    | 0    | 5    | 0    | 26   | 0    | 0    |
| 2024 | 키움  | 0.102 | 25   | 49   | 5    | 5    | 2     | 0     | 0    | 7    | 1    | 2    | 0    | 10   | 0    | 17   | 1    | 0    |
| 통산 | 5시즌 | 0.151 | 109  | 218  | 18   | 33   | 7     | 2     | 0    | 44   | 10   | 4    | 2    | 33   | 0    | 92   | 3    | 1    |